# 金堂公主
金堂公主（812年—875年），唐朝公主，是中国唐朝第十六代皇帝唐穆宗第四女，原封晋陵公主。

## 生平
开成二年（837年）十二月，金堂公主嫁给升平公主和郭暧的孙子郭仲恭。郭仲恭历任詹事府丞、银青光禄大夫、检校卫尉少卿、驸马都尉。金堂公主在唐僖宗乾符二年（875年）二月去世，年六十四。 

## 母
- 郑才人[1]，唐穆宗的才人。